# Gotavernissa
Gotavernissa (francès Goutevernisse) és un municipi francès del department de l'Alta Garona, a la regió Occitània.

Municipi situat a 52 km al sud de Tolosa i a 34 km al sud de Muret, a la zona de Volvestre.